# Rimbez (ruisseau)
Pour les articles homonymes, voir Rimbez.
Le Rimbez est une rivière du Sud-Ouest de la France, sous-affluent de la Garonne par la Gélise.

## Géographie
De 16,4 km de longueur, le Rimbez prend sa source dans la forêt des Landes sur la commune de Losse (40), traverse le village qui porte son nom, puis sert de frontière avec le Lot-et-Garonne et se jette dans la Gélise à Castelnau-d'Auzan (32), à la limite des départements des Landes, du Gers et du Lot-et-Garonne.

### Départements et communes traversés
- Landes : Losse, Lubbon, Baudignan, Rimbez-et-Baudiets, Escalans
- Lot-et-Garonne : Sos, Saint-Pé-Saint-Simon

## Principaux affluents
- (D) le Ruisseau de Lacoume : 3,8 km
- (D) le Petit Rimbez : 6,1 km